# Рада німців України
Ра́да ні́мців Украї́ни, РНУ — головний координаційний орган, який представляє інтереси етнічних німців в Україні. Був зареєстрований 23 червня 2011 року. 
Напрямки діяльності організації: розвиток культури, освіта, вивчення німецької мови, соціальні проєкти, реабілітація, архівно-пошукова допомога, підтримка досліджень з історії німців, бізнес і економіка, партнерство між містами Німеччини та України, молодіжна робота, в тому числі і міжнародні молодіжні обміни. 
За підтримки Федерального уряду Німеччини в більш ніж 60 населених пунктах України працюють німецькі центри зустрічей, де вивчають німецьку мову та історію, працюють гуртки декоративно-прикладного мистецтва, театру, танців, співу та інше.

## Засновники
Засновниками Ради німців України є:
1. Міжнародна громадська організація «Товариство німців України — «Відергебурт» (до 1992 року — Українське республіканське суспільно-політичне і культурно-просвітницьке об'єднання радянських німців «Відродження»);
2. Всеукраїнське об’єднання «Німецька молодь в Україні» (ВО НМУ) (дата реєстрації 24 січня 2001 року);
3. Асоціація німців України (дата реєстрації 19 червня 2001 року).

## Логотип організації
Емблема являє собою зображення фенікса, крила якого підняті вверх, що символізує відродження німецького громадського руху, згідно з прийнятими рішеннями І з'їзду німців СРСР. Контур зображення — чорного кольору, фон білого кольору. Голова фенікса повернута в ліву сторону.
Крило, що зображене зліва від тулубу відображає пір'я, зовнішній контур — чорного кольору, внутрішній контур є композицією з трьох смуг — жовтого, червоного та чорного кольорів.
Крило, що зображене справа від тулубу відображає пір'я, зовнішній контур — чорного кольору, внутрішній контур є композицією з двох смуг — жовтого та блакитного.
Під феніксом зображений напис скороченого найменування Спілки об'єднань громадян «Рада німців України», що є відмітним знаком Спілки.

## Історія німців України
Понад 2200 років долі німців пов’язані з українською землею.
Цей довгий і драматичний шлях розпочався в III–I століттях до нашої ери, коли германське племінне об’єднання бастарнів розселилося на території від пониззя Дунаю та поміж Дніпром і Дністром. 
На рубежі II–III століть на українських землях з’явилося германське плем’я готів. Вони створили тут одне із перших германських державних об’єднань під назвою «Готське королівство». 
Саме на українських землях германські варвари-язичники стали християнами. Видатний просвітитель єпископ Ульфіла створив готську писемність і переклав у 341–348 роках Біблію готською мовою.
Переселення німецьких ремісників, торгівців, селян y Західну Україну тривало впродовж усього середньовіччя і мало відчутний вплив на господарське, соціально-політичне й культурне життя цього регіону.
На останні роки XVII ст. і початок XVIII ст. припадає перша спроба царського уряду заселити і освоїти північне узбережжя Азовського моря німецькими переселенцями-колоністами. Перешкодою стала російсько-турецька війна.
Значно вдалішою була переселенська діяльність імперського віце-канцлера, єпископа Бамберзького і Вюрцбурзького, графа Ф.-К.Шенборна та його послідовників. Починаючи від 1731 року, за спеціальними урядовими патентами вони перемістили в Закарпаття з Німеччини, Австрії, Богемії, Трансільванії та Галіції сотні німецьких колоністів.
Від 60-х років XVIII ст. і до початку Першої світової війни в Україні було створено понад 2000 населених пунктів з переважно німецьким населенням.
У період Першої світової війни політика царського уряду обернулась масовими репресіями проти німецького населення Російської імперії. Понад 400 тисяч німців із прифронтових районів були насильницьки виселені на схід країни. Повернутися в Україну вони змогли тільки починаючи з 1918 року.
Від 1924 року в районах компактного проживання німецького населення в Україні почалося створення німецьких сільських і селищних рад, кількість яких до1931 року досягла 252. В Україні було створено 7 німецьких районів.
У 1929–1930 учбовому році в Україні працювало 628 німецьких шкіл, де навчалося 35 075 дітей. 89,3% німецьких школярів отримувало освіту рідною мовою.
У період колективізації, за рішенням радянського уряду від 27 березня 1929 року, зазнали розкуркулення й виселення з України тисячі німецьких сімей. Насильницька експропріація продуктів харчування у селян привела до масового голоду в Україні, в тому числі й у німецьких селах.
Великий терор 30-х років в Україні не обійшов і німецьке населення. 93% із тисяч арештованих були винесені смертні вироки. За постановою ЦК КП(б) від 10 квітня 1938 року всі німецькі школи в Україні були перетворені на українсько- і російськомовні. За постановою ЦК КП(б)У від 5 березня 1939 року були ліквідовані німецькі райони і сільради.
У роки Другої світової війни понад 450 тисяч німців України були депортовані у східні райони СРСР. Кожен третій із них помер від голоду, хвороб і непосильної каторжної роботи під час депортації, в робочих колонах НКВС і на спецпоселеннях.
Адміністративна заборона на повернення в Україну була знята для німців тільки 3 листопада 1972 року. До 1991 року в Україну повернулось понад 38 тисяч німців, що заледве складало 5% від їх довоєнної кількості.
За останнім переписом населення 2001 року, німецька громада нараховує на той час 33 тисячі осіб. Найчисленніші групи німців проживають у Донецькій, Дніпропетровській, Закарпатській і Одеській областях та АР Крим.

### Реабілітація
В серпні 1941 року була опублікована серія Указів Президії Верховної Ради СРСР «Про переселення німців з європейської частини території СРСР». Цей день став чорною сторінкою в історії німецького народу та початком його національної трагедії. В серпні 1941 року протягом декількох днів близько 500 тис. етнічних німців було депортовано до Сибіру, Казахстану та Середньої Азії. Тут вони були змушені знаходитись у спецпоселеннях і працювати в трудармії. Майже третина з них померла від голоду, сибірських морозів та тяжких умов життя.
Одним із пріоритетних завдань, поставлених V З'їздом німців України перед РНУ та німецькими громадськими організаціями, є реабілітація етнічних німців.

## Самоорганізація та ідентичність
Вищим представницьким та координаційним органом етнічних німців є Рада німців України, яка обирається З'їздом німців України.
Організація консолідує дії німецьких громадських організацій України для належного представлення інтересів німецької спільноти України з органами державної влади та місцевого самоврядування, з підприємствами, установами та організаціями.
Рада німців України захищає суспільні, економічні, соціальні та політичні інтереси німців, сприяє розвитку національно-культурних, освітніх, мовних проектів, а також збереженню традицій, звичаїв, народних обрядів, мистецьких та інших цінностей. Важливу роботу у вирішенні даних завдань проводять Асоціація німців України (АППУ), МГО Товариство німців України «Відергебурт», ВО «Німецька молодь в Україні»
Етнічні німці з їх історією та традиціями, культурою та ідентичністю є самобутньою незалежною частиною мультинаціонального українського суспільства. Збереження та розвиток німецької мови є найбільш необхідним для німецької етнічної групи, як толерантність, відкритість, підтримка дружніх відносин з усіма етнічними спільнотами країни.
Найбільш важливі завдання для всіх німецьких організацій: залишатися «мостом» між українським та німецьким народами, їх багатовіковими культурами.

## Робота з дітьми та молоддю
Окремим напрямком у діяльності німецької громади є робота з дітьми та молоддю.
ВО «Німецька молодь в Україні» активно займається організацією молодіжних обмінів, навчальними та іншими проектами, які, зокрема, сприяють європейській інтеграції країни, наприклад: 
- Мовні академії[6];
- Велопробіги в Німеччині та Україні[7];
- Походи на човні вікінгів[8];
- Форум німецької молоді[9];
- Інші проєкти.

У рамках ініціативи «Школи: партнери майбутнього» (PASCH – Schulen Partner der Zukunft) Ґете-Інститут підтримує мережу шкіл по всій Україні, які пропонують уроки німецької мови на високому рівні.
Паралельно з проектом PASCH в Україні працює понад 20 акредитованих DSD-шкіл (Deutsches Sprachdiplom), які допомагають представникам німецької спільноти та всім охочим досконало опанувати німецьку мову ще зі шкільної лави. 
Важливим проектом є Всеукраїнський німецькомовний табір, де діти охоче закріплюють комунікативні навички. Все більшого значення набуває робота у театральних, літературних та краєзнавчих студіях, які ведуться німецькою мовою.

### Підтримка Авангарду
Окремим напрямком у діяльності німецької громади є підтримка авангарду.
Програма «Підтримка авангарду» покликана розвивати творчий і професійний потенціал для громадської, наукової та мистецької діяльності. Для дітей є чудова можливість змалечку вивчати німецьку мову у недільних школах та на курсах.
Основне завдання цієї програми полягає у підтримці лідерів німецької меншини, які представляють інтереси німецької меншини, як всередині самоорганізації, так і серед широкої громадськості України та Європи, а також підтримка художників, письменників, дослідників, керівників німецьких громадських організацій. Підтримка надається у формі стипендій, надання можливості участі в освітніх семінарах, конкурсах та міжнародних конференціях для реалізації персональних виставок і презентацій; придбання музичних інструментів, та іншого обладнання для реалізації ідей Авангарду. У даній програмі, у разі надходження заявок, передбачена часткова оплата навчання для студентів.

## Освіта та мова

### Німецька мова
Вивчення німецької мови відіграє головну роль у збереженні етнічної ідентичності німецької спільноти в Україні. З метою підвищення інтересу етнічних німців до вивчення рідної мови РНУ розробила низку напрямків роботи: організовуються курси німецької мови в німецьких громадах, працюють дитячий мовний табір та зимова молодіжна академія, проводяться конкурси ґрантів, семінари BIZ.
Паралельно з тим етнічна німецька спільнота України розвиває мережу мовних курсів та систему підвищення кваліфікації викладачів через «BiZ (Bildungs- und Informationszentrum) — Україна», основним напрямком діяльності якого є інформаційно-освітнє забезпечення процесу етнокультурного збереження німців України.
Окрім проекту «Підтримка авангарду» існує велика кількість стипендій та програм обміну для активних представників етнічних німців України з високим рівнем володіння німецькою мовою. Одним із партнерів у цьому напрямку є Німецька служба академічних обмінів (DAAD),яка надає стипендії для студентів та науковців.
У співпраці з Міністерством освіти і науки України впроваджується проект внесення текстів з історії, про видатних етнічних німців до шкільних підручників з німецької мови, рекомендованих для 7–11 класів.

### Етнокультурна робота
Окремим напрямком у діяльності німецької громади є етнокультурна робота. Понад 170 громадських німецьких організацій успішно втілюють у життя різноманітні благодійні, культурні програми.
За підтримки Федерального уряду Німеччини у понад 60 населених пунктах України працюють німецькі центри зустрічей, де вивчається німецька мова та історія, працюють гуртки декоративно-прикладного мистецтва, театру, танців, співу та ін. Все більшого значення набуває робота у театральних, літературних та краєзнавчих студіях, які ведуться німецькою мовою.
Збереження і розвиток німецької мови є необхідним для німецької етнічної групи, як також і толерантність, відкритість, підтримання дружніх відносин з усіма етнічними спільнотами країни.

## Соціальна робота
Соціальна робота є важливою частиною діяльності німецької спільноти в Україні.
Основні напрямки:
- Оздоровлення літніх людей і осіб з обмеженими фізичними можливостями (в тому числі дітей);
- Адресна допомога самотнім та нужденним людям за місцем проживання, волонтерська допомога;
- «Зимова допомога» (продовольчі набори для самотніх та нужденних людей похилого віку, інвалідів та багатодітних сімей);
- Допомога малозабезпеченим етнічним німцям медичним обладнанням;
- Допомога студентам з соціально незахищених сімей;
- Підтримка німецьких віддалених сіл;
- Семінари BIZ з соціальної роботи.

Найбільш розробленими на сьогоднішній день є програми підтримки літніх людей та дітей з обмеженими можливостями.
З метою вдосконалення соціальних послуг формується загальноукраїнська База даних соціально незахищених етнічних німців України. Велику підтримку в реалізації проектів надають керівники та члени німецьких громадських організацій.

## Взаємодія з державними й громадськими інституціями
РНУ увійшла до складу Ради міжнаціональної злагоди при Кабінеті Міністрів України і стала членом Федералістської спілки національних меншин Європи. Налагоджене активне співробітництво з Німецько-українською парламентською групою в німецькому Бундестазі. 
Рада німців України залучена до Громадських рад при Міністерстві закордонних справ України, Міністерстві культури України, Міністерстві освіти і науки України. 
Налагоджені контакти з депутатами Бундестагу ФРН, німецькими культурними й політичними інституціями. РНУ сприяє розвитку українсько-німецької співпраці та покращенню іміджу України в ФРН. Провідним питанням для німецької спільноти України залишається відновлення роботи Міжурядової українсько-німецької комісії у справах німецької меншини в Україні. Для цього проводяться зустрічі й консультації з Кабінетом Міністрів України, Адміністрацією Президента України та Посольством України в Німеччині.
Важливим елементом відносин між Україною та Німеччиною є партнерські зв'язки між містами-побратимами, що відкривають можливість активного спілкування, численних неформальних контактів між людьми.
РНУ є прихильником європейських цінностей, підтримує євроінтеграцію України. На З'їзді німців України усі делегати З'їзду одностайно схвалили європейський вектор розвитку України.

## Музеї та архіви
У багатьох музеях України створені експозиції, які знайомлять відвідувачів з історико-культурною спадщиною етнічних німців України.
Важливим є співробітництво з Національним музеєм народної архітектури та побуту України (Музей просто неба в Пирогові) у створенні експозиції «Садиба німецьких колоністів» Півдня України XVIII–XIX століть.
Створена робоча група, яка працює над відтворенням характерного будинку німецьких колоністів Півдня України в експозиції музею.
Розвинена співпраця з університетами у напрямку дослідження історії, налагоджені контакти зі вченими, темою наукових інтересів яких є історія німців та німецьких колоній в Україні.
Робота з бібліотеками України сприяє систематизації матеріалів з історії німецької меншини України.
Налагоджується співробітництво з державними архівами України. Даний напрямок роботи спрямований на збереження історичної пам'яті та етнічної самоідентифікації. 

## Партнери
- BMI (Міністерство внутрішніх справ Німеччини)[16]
- Благодійний Фонд «Товариство Розвитку»[17]
- Німецьке товариство міжнародного співробітництва (GIZ)[18]
- Посольство ФРН в Україні[19]
- Генеральні та Почесні Консульства ФРН в Україні
- Goethe-Institut[20]
- DAAD[21]
- ZFA[22]
- Федералістська спілка національних меншин Європи[23]
- Департамент у справах релігій та національностей Міністерства культури України[24]
- Міністерство соціальної політики України[25]
- Міністерство молоді та спорту України[26]
- Комітет Верховної Ради України з питань прав людини, національних меншин і міжнаціональних відносин[27]